# Марамзино (Свердловская область)
Марамзино — посёлок в Белоярском районе Свердловской области России. Входит в Белоярский муниципальный округ.
Ранее посёлок входил в состав Большебрусянского сельсовета Белоярского района.

## География
Посёлок Марамзино располагается при одноимённой станции Свердловской железной дороги (направление Екатеринбург — Курган), в 19 километрах к юго-западу от посёлка Белоярского.

### Часовой пояс
Марамзино, как и вся Свердловская область, находится в часовой зоне МСК+2. Смещение применяемого времени относительно UTC составляет +5:00.

## Население
| 2002 | 2010 | 2021 |
| ---- | ---- | ---- |
| 85   | ↘65  | ↘15  |

## Инфраструктура
В посёлке Марамзино пять улиц: Вокзальная, Железнодорожников, Лесная, Привокзальная и Приезжая.